# Келер (Тексас)
Келер (енгл. Keller) град је у америчкој савезној држави Тексас. По попису становништва из 2010. у њему је живело 39.627 становника.

## Демографија
Према попису становништва из 2010. у граду је живело 39.627 становника, што је 12.282 (44,9%) становника више него 2000. године.
| Група             | 2000.          | 2010.          |
| Белци             | 24.809 (90,7%) | 33.433 (84,4%) |
| Афроамериканци    | 392 (1,4%)     | 945 (2,4%)     |
| Азијати           | 483 (1,8%)     | 1.496 (3,8%)   |
| Хиспаноамериканци | 1.234 (4,5%)   | 2.924 (7,4%)   |
| Укупно            | 27.345         | 39.627         |